# ابرشرکت پال
ابرشرکت پال، (انگلیسی: Pall Corporation) ابرشرکت ماشین‌سازی آمریکایی مستقر در نیویورک است که در زمینه تجهیزات جداسازی، فیلتراسیون و خالص‌سازی مواد فعالیت دارد. این ابرشرکت در سال ۱۹۴۶ توسط دیوید پال تاسیس شد.